# Chihiro Minato
Chihiro Minato (港 千尋, Minato Chihiro), né le 25 septembre 1960, est un photographe japonais. Il est lauréat du prix Ina Nobuo en 2006.
Depuis 1995, il est professeur à la faculté d'art et de design à l'université des beaux-arts Tama, où il a aussi fondé l'Institut d'art et d'anthropologie. Il a été commissaire du Pavillon japonais à la Biennale de Venise en 2007.